# Óscar Menéndez González
Óscar Menéndez González (n. en Izamal, Yucatán en 1887 -  f. en Ciudad de México en 1944) fue un pedagogo y literato mexicano. Catedrático en la Escuela Nacional Preparatoria en San Ildefonso y en la Facultad de Filosofía y Letras de la Universidad Nacional Autónoma de México. Hijo de los beneméritos maestros cubano mexicanos Antonio Menéndez de la Peña y de Ángela González Benítez y hermano menor de Carlos R. Menéndez.

## Datos biográficos
Estudió pedagogía en la Escuela Normal de Profesores de Yucatán. Fue maestro de historia universal y literatura  en el Instituto Literario de Mérida. Se trasladó a la ciudad de Puebla donde también impartió cursos de literatura en el Instituto Literario. Más tarde se estableció en la Ciudad de México donde obtuvo por oposición las cátedras de lengua española y literatura en la Escuela Nacional Preparatoria en su sede de San Ildefonso en el corazón de la Ciudad de México, mismas que impartió desde 1925 hasta su muerte. Fue también catedrático en la Facultad de Filosofía y Letras de la Universidad Nacional Autónoma de México. Escribió para diversos periódicos y revistas de la época: en el Diario de Yucatán que era dirigido por su hermano Carlos R. Menéndez; en la revista Arte y Letras que era el órgano de la Sociedad Lord Byron y en El Mosaico, fundado y dirigido por su paisano el también literato y poeta Antonio Mediz Bolio. Casi todos sus trabajos periodísticos los firmó con el seudónimo Moch Couoh que utilizó en recuerdo del Tatich (jefe) maya que hizo huir, diezmados, a los expedicionarios españoles que incursionaban por primera vez en la península de Yucatán en 1517, encabezados por Francisco Hernández de Córdoba. También fue colaborador del periódico El Nacional de la Ciudad de México desde la fundación de este rotativo.

## Obra
- Biografía espiritual de Paul Valery.
- El paisaje en el diario de Martí.
- Erasmo de Róterdam
- Rimbaud, el poeta exótico y precoz.
- Seis ensayos sobre Don Juan.
- Los 100 mejores libros de la literatura universal.
- Los tres grandes trágicos griegos.
- Cultura y civilización mayas.
- Tuvo obra poética publicada en un volumen de 1906 al que tituló Savia Nueva.